# 布尔贡
布尔贡（法語：Bourgon，法語發音：[buʁɡɔ̃]）是法国马耶讷省的一个市镇，属于拉瓦勒区。

## 地理
布尔贡（48°10'2"N, 1°4'0"W）面积20.97 平方千米，位于法国卢瓦尔河地区大区马耶讷省，该省份为法国西北部内陆省份，北起芒什省和奧恩省，西接伊勒-维莱讷省，南至曼恩-卢瓦尔省，东临萨尔特省。
与布尔贡接壤的市镇（或旧市镇、城区）包括：拉沙佩勒埃尔布雷、圣梅尔韦、拉福雷新堡、拉克鲁瓦克西耶、洛奈维利耶、圣皮埃尔拉库尔。

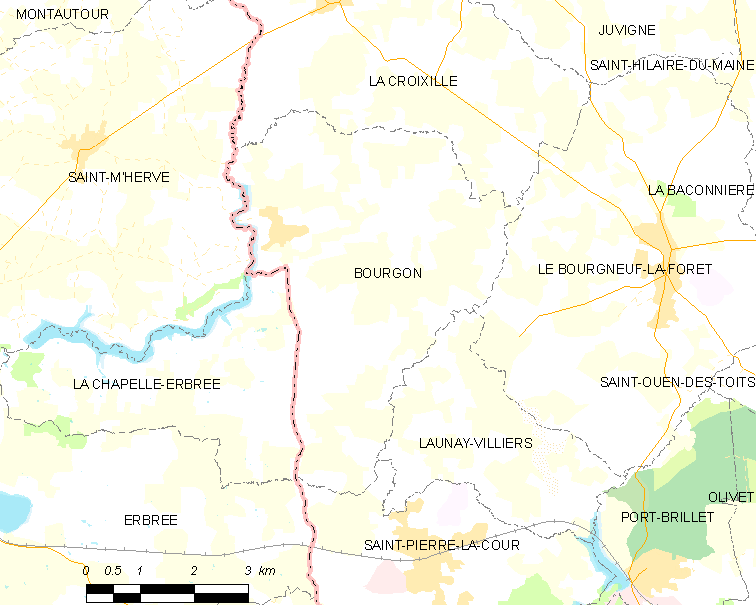
布尔贡的OSM定位图

布尔贡的时区为UTC+01:00、UTC+02:00（夏令时）。

## 行政
布尔贡的邮政编码为53410，INSEE市镇编码为53040。

## 政治
布尔贡所属的省级选区为卢瓦龙-吕耶县。

## 人口

1962-2008年间布尔贡人口变化图示

布尔贡于2022年1月1日时的人口数量为618人。